# Osteostraci
De Osteostraci zijn een groep van uitgestorven vissen met een kopschild, die leefden in het Siluur. Ze ontwikkelden zich in zee en koloniseerden later de zoetwatermilieus.

## Kenmerken
De vissen uit deze klasse waren afgeplatte bodembewoners, die met een ronde bek aan de onderzijde van de kop voedseldeeltjes van de zeebodem opnamen. Het kopschild bestond uit een enkele ongedeelde beenplaat, die als het dier eenmaal volwassen was niet meer groeide, dit in tegenstelling tot de kopschilden bij de Heterostraci.
De Osteostraci hadden een rugvin, gepaarde flappen en een krachtige, omhoog gerichte staart. Hieruit kan opgemaakt worden dat het goede zwemmers waren. Het kraakbeen van het inwendige skelet was bedekt door een dun laagje been. Hierdoor is de anatomie goed bekend. Fossiele resten hebben gedetailleerde informatie over de structuur van hersenen, kieuwen, bek, bloedvaten en zenuwen opgeleverd. Er zat een concentratie van zintuigorganen ter weerszijden van en boven de kop. Met deze organen voelden de vissen vermoedelijk trillingen in het water. Het kunnen echter ook elektrische organen geweest zijn.

## Geslachten
Enkele geslachten zijn:
- Tremataspis
- Dartmuthia
- Hemicyclaspis
- Boreaspis
- Cephalaspis
- Ateleaspis
- Thylestes
- Norseaspis
- Gustavaspis
- Parameteroraspis
- Belonaspis
- Machairaspis
- Zenaspis